# Chaperiopsis annulus
Chaperiopsis annulus är en mossdjursart som först beskrevs av Manzoni 1870.  Chaperiopsis annulus ingår i släktet Chaperiopsis och familjen Chaperiidae. Inga underarter finns listade i Catalogue of Life.